# Beaver (Pennsylvania)
Beaver borough az Amerikai Egyesült Államok Pennsylvania államában, Beaver megyében, melynek megyeszékhelye is. Lakosainak száma 4438 fő (2020. április 1.).

## Népesség
A település népességének változása:
| Lakosok száma | 361  | 4531 | 4438 |
|               | 1850 | 2010 | 2020 |